# Ідіот (роман)

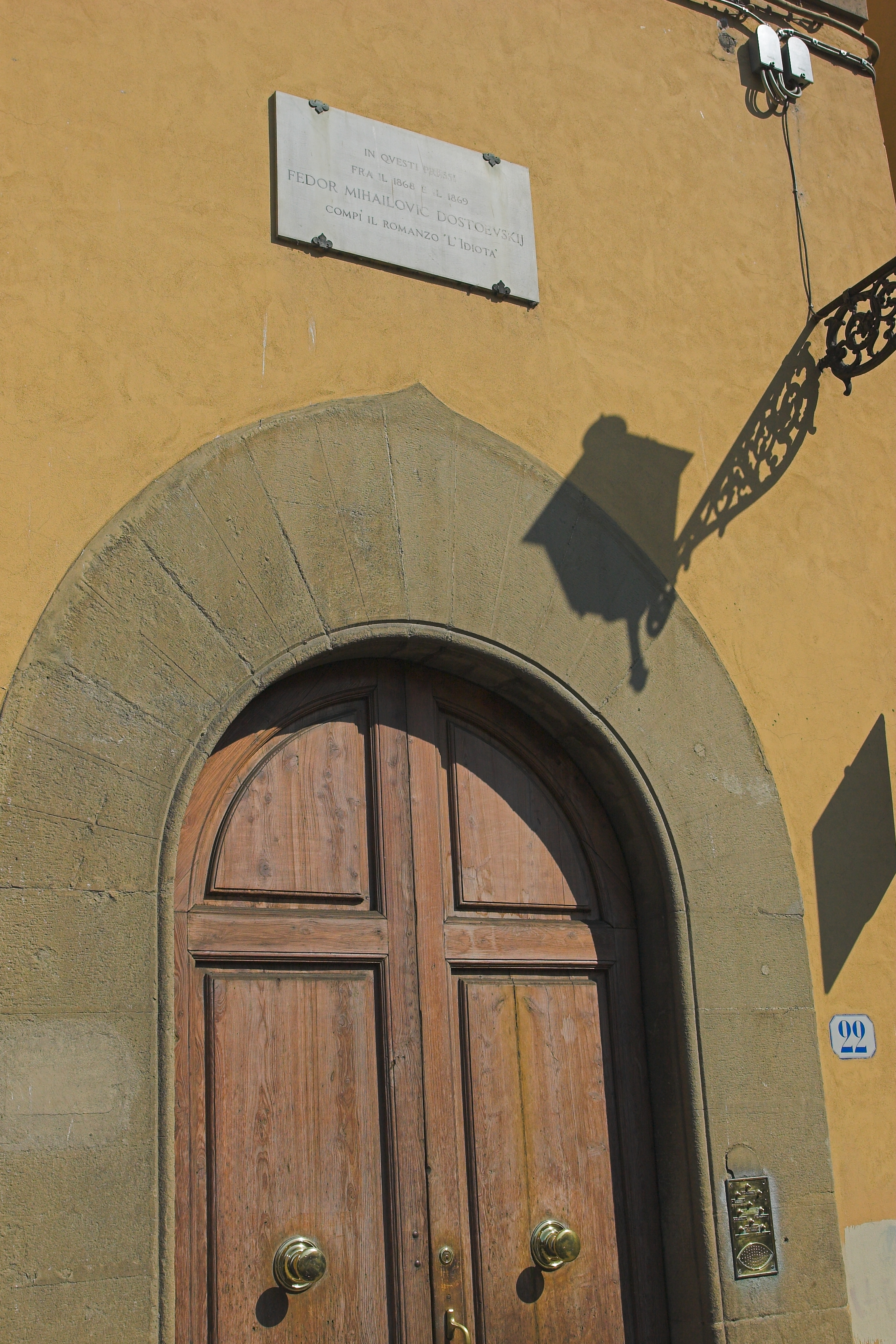
У Флоренції на майдані перед палаццо Пітті на одному з будинків висить меморіальна дошка, яка повідомляє, що тут Ф. М. Достоєвський написав роман «Ідіот».

«Ідіот» (рос. Идиот, рос. дореф. Идіотъ) — п'ятий роман російського письменника Федора Михайловича Достоєвського. Роман уперше було опубліковано з січня 1868 по лютий 1869 у журналі «Російський вісник».
У романі розповідається про російського князя Мишкіна, який повернувся до Росії після тривалого лікування. Його наївність і бажання допомогти навколишнім зустрічають підозри та осуд у морально занепалого дворянства. Потерпаючи від презирства та ревнощів, Мишкін наближається до божевілля та втрати всіх, кого любив.

## Сюжет

### Перша частина
Дія першої частини відбувається впродовж однієї доби — 27 листопада 1867 року. 26-річний князь Лев Миколайович Мишкін — останній представник свого роду, що рано осиротів. Він повертається із санаторію в Швейцарії, де провів кілька років, лікуючись від епілепсії. Князь вірить, що зможе зробити щось видатне для Росії, але не має чітких планів.
Він їде до своїх єдиних родичів — сім'ї Єпанчиних. У поїзді він знайомиться з молодим купцем Парфьоном Рогожиним і відставним чиновником Лебедєвим. Князь дізнається подробиці життя Рогожина, який закоханий в Настасію Пилипівну, колишню утриманку багатого дворянина Афанасія Івановича Тоцького.
У будинку Єпанчиних Мишкін справляє на всіх (генеральшу Лізавету Прокопівну, секретаря Ганю Іволгіна та дочок Лізавету, Олександру, Аделаїду та Аглаю) враження людини надзвичайно відкритої та наївної, хоча вельми освіченої. Через це його підозрюють у якомусь підступі. Мишкін довідується, що Настасію, як багато хто очікує, видадуть у шлюб із протеже генерала Єпанчина, Гаврилом Ардаліоновічем Іволгиним, людиною амбітною, але за здібностями посередньою. Потім князь бачить у Гані портрет Настасії, де вона зображена зверхньою та водночас змученою. В той же час Тоцький погоджується видати Настасію за Ганю, заплативши 75 тис. рублів посагу. Ганя, почуваючись зневаженим, мріє зробити завдяки посагу успішну кар'єру.
Генерал Єпанчин пропонує князю найняти кімнату в будинку Іволгіних. Там князь знайомиться з сім'єю Гані, а також вперше зустрічає Настасію Пилипівну, що несподівано приїхала запросити Ганю на вечерю. Пізніше до будинку Іволгіних приїжджає Рогожин. Він прибуває з галасливою компанією та влаштовує своєрідний аукціон — хто дасть більше грошей за шлюб із Настасією. Ціна поступово піднімається з 18 тис. до 100 тис., Рогожин перемагає. Ганя не протестує, бо все одно лишиться тепер багатий. Присутні на вечері сваряться через це.
Князь, якого боляче дивує така поведінка, освідчується в коханні до Настасії Пилипівни та висловлює готовність одружитися з нею. Тут же раптово з'ясовується, що князь отримав від померлої тітки солідну спадщину. Однак рішення вже прийнято — Настасія Пилипівна їде з Рогожиним, бо він заплатив Гані більше. Настасія кидає пакунок із грошима в камін, пропонуючи Гані самому вийняти їх. Той вагається і падає без тями. Настасія сама виймає пакунок і лишає гроші Гані «за страждання».

### Друга частина
Через пів року після подій першої частини князь живе в Москві. Тепер не здається такою наївною людиною, зберігаючи при цьому всю свою простоту в спілкуванні. За цей час він встиг отримати спадок, здійснив кілька подорожей Росією та почав тісне спілкування з Настасією Пилипівною, тоді як вона все ще не одружена з Рогожиним. У цей час Коля Іволгін, брат Гані, який товаришував з сестрами Єпанчіна і генеральшею, передає Аглаї записку від князя, в якій він плутаною мовою просить її згадати про нього.
Настає літо, Єпанчіни виїжджають на дачу до Павловська. Незабаром після цього Мишкін приїжджає в Петербург і відвідує Лебедєва, від якого дізнається про перебування Настасії та знімає дачу в тому ж місці. Потім князь йде в гості до Рогожина. При цьому Рогожин готовий зарізати князя або Настасію Пилипівну садовим ножем, але не робить цього. В будинку Рогожина Мишкін зауважує копію картини Ганса Гольбейна Молодшого «Мертвий Христос». Це стає приводом для розмови між Рогожиним і Мишкіним, обоє вирішують побрататися, обмінявшись хрестиками. Дійшовши до готелю, Мишкін усвідомлює, що Рогожин переслідує його і вже заніс ніж для удару. Але з князем стається приступ, це спантеличує Рогожина і він тікає.
Мишкін переїжджає до Павловська, де генеральша Єпанчіна, почувши, що він нездужає, негайно відвідує його разом з дочками і князем Щ., нареченим Аделаїди. Також у будинку присутні Лебедєв і Іволга. Пізніше до них приєднуються генерал Єпанчин і Євген Павлович Радомський, передбачуваний наречений Аглаї. Коля Іволгін виголошує промову про Мишкіна як людину, здатну покласти життя за свої ідеали, та цитує вірш Пушкіна. Мишкін усіх жаліє та почувається винним, що привернув увагу стількох людей.
Генеральша Єпанчіна відвідує князя знову. Під час їхньої бесіди з'ясовується, що Аглая спілкується з Настасією Пилипівною за посередництвом Гані і його сестри. Князь проговорюється, що отримував записку від Аглаї, в якій вона просить його надалі не показуватися їй на очі. Здивована Лізавета Прокопівна, зрозумівши, що Аглая була закохана в Мишкіна, негайно наказує йому прийти в гості та налагодити стосунки.

### Третя частина
Лізавета Прокопівна нарікає на себе та князя за те, що з його вини все в їхньому житті «пішло догори дриґом». На зустрічі у Єпанчиним князь говорить про себе, про свою хворобу, яка напевне дає привід сміятися з нього. Аглая заперечує це, привселюдно називаючи Мишкіна найдобрішою людиною, але потім заявляє, що все одно не одружиться з ним. Це смішить присутніх.
Пізніше Мишкін, Радомський та сімейство Єпанчиних зустрічають Настасію Пилипівну. Та голосно і зухвало повідомляє Радомському, що його дядько Капітон Олексійович застрелився через розтрату казенних грошей. Поручик Моловцов, великий приятель Радомського, голосно називає Настасію Пилипівну тварюкою, за що та вдаряє його тростиною по обличчю. Офіцер кидається на неї, але Мишкін заступається. Рогожин поспіхом відводить Настасію Пилипівну.
У князя Мишкіна настає день народження. На ньому друг Колі, Іполит Терентьєв, який очікує невдовзі померти від туберкульозу, читає свій вірш, де описує себе як молодого чоловіка, що не встиг пожити, але багато страждав. Потім Іполит намагається застрелитися, але його зупиняє Мишкін. Аглая пише Мишкіну записку, в якій призначає зустріч на лавці у парку. Мишкін збентежений, бо вже не думав, що його хтось полюбить. Виявляється, Настасія вмовляла Аглаю одружитися з Мишкіним, припинивши тим самим його вагання з цим жити далі.
Князь читає листи Настасії Пилипівни до Аглаї. Зачитавшись, заходить до Єпанчиних опівночі, переплутавши час. Олександра повідомляє йому, що вже всі сплять. Ідучи до себе, князь зустрічає Настасію Пилипівну, яка каже, що він бачить її востаннє.

### Четверта частина
Мишкін та Аглая планують одружитися. З цього приводу Іволгіни влаштовують з Єпанчиними бенкет. Ганя та Варя розмовляють про крадіжку грошей у Лебедєва, в якій, виявилося, винен їхній батько. Ганя сперечається з генералом Іволгіним, той проклинає дім і йде геть. Продовжуються суперечки з Іполитом, який в очікуванні смерті вважає, що йому можна все. Аглая домагається чіткої відповіді, чи одружиться князь із нею. Вона запитує про його вподобання в їжі, про статки, що іншим здається зовсім недоречним. Потім вона регоче й тікає, каже свої рідним, що не любить князя та вважає його нікчемним. Пізніше Аглая вибачається перед князем, запевняючи, що її слова та поведінка не матимуть для нього жодних наслідків. Князь наївно вірить і веселішає. Він зустрічає в парку Іполита, який глузує з довірливості князя.
Перед наступною зустріччю Аглая попереджає князя про якусь витівку. Князь робить висновок, що краще буде, якщо він не прийде, але швидко змінює рішення, коли Аглая натякає, що це стосується лише його особисто. На вечері з різними вельможами князь перебільшує свої досягнення, починає зухвало курити та «пророкує», що розіб'є вазу та впаде від епілепсії. Саме так усе і стається. Аглая потім каже, що вона ніколи не вважала Мишкіна своїм нареченим. Вона ображає Настасію Пилипівну, і та істерично наказує князю вирішувати, з ким він піде. Жаліючи Настасію, Мишкін вирішує одружитися з нею.
Починаються приготування до весілля князя та Настасії Пилипівни. Єпанчини їдуть із Павловська, прибуває лікар, щоб оглянути Іполита, а також князя. Генерал Іволгін помирає. Іполит каже Мишкіну, що Рогожин тепер уб'є Аглаю задля помсти за те, що забрав у нього Настасію. Сама Настасія боїться, що Рогожин ховається поблизу в саду та заріже її. Перед самим весіллям вона бачить Рогожина та кричить «Врятуй мене!» і їде з ним.
Князь покидає Павловськ, винаймає номер у Петербурзі та починає пошуки Рогожина. Коли він приходить у будинок Рогожина, служниця каже, що його немає вдома, а двірник, навпаки, відповідає, що він удома. Рогожин у натовпі стикається з Мишкіним і каже, щоб той пішов із ним, бо Настасія в нього вдома. Обоє йдуть до Рогожина додому, де лежить убита ножем Настасія. Коли їх виявляють поліцейські поряд із трупом Настасії, Мишкін нічого не розуміє та нікого не впізнає — він повернувся до стану «ідіота».
Рогожина відправляють на каторгу в Сибір на 15 років. Мишкіна відправляють назад до Швейцарії лікуватися, а Аглая вступає в шлюб і стає учасницею «комітету з відновлення Польщі».